# Ибрагимов Джамбулат
Джамбулат Замбекович Ибрагимов (род. 20 марта 1998, Грозный, Чеченская Республика) — казахстанский каратист-профессионал чеченского происхождения. Заслуженный мастер спорта Республики Казахстан по Ашихара-каратэ. Мастер спорта международного класса по панкратиону и грэпплингу. Четырёхкратный чемпион мира по карате. Основатель школы смешанных единоборств «Borz». Член национальной сборной Республики Казахстан по карате.

## Биография
Джамбулат Ибрагимов родился 20 марта 1998 года в городе Грозный, Чеченская Республика. В возрасте 7 лет начал серьёзно заниматься карате в городе Астана (Казахстан) под руководством тренера Журавлёва А. В.
В период спортивной карьеры перенес серьёзные травмы, проходил реабилитации и продолжал свои выступления.
Травма руки которая могла сорвать поездку и подготовку на ЧМ 2024 года получена в ноябре перед самым выездом, что стало большим риском для здоровья Ибрагимова несмотря на запреты врачей и необходимости длительной реабилитации им было принято решение участвовать в чемпионате результате которого он снова вступил на победный пьедестал [Подробнее об этом событии можно прочитать здесь.](https://vesti095.ru/2019/03/put-dzhambulata-k-pobede/)
Является основателем школы смешанных единоборств Borz. Занимается тренерско-преподавательской деятельностью с 2014 года.
На этом Заслуженный мастер спорта Республики Казахстан Ибрагимов решил не заканчивать свою спортивную деятельность и продолжает добиваться новых спортивных вершин.

## Достижения

### Карате
- 4-кратный чемпион мира по Ашихара-каратэ:
  - 2016 — Брашов, Румыния
  - 2018 — Будапешт, Венгрия
  - 2022 — Кемер, Турция
  - 2024 — Дьор, Венгрия
- 14-кратный чемпион Республики Казахстан по карате
- 4-кратный чемпион Азии по карате
- Заслуженный мастер спорта Республики Казахстан по Ашихара-каратэ

### Грэпплинг и панкратион
- 2-кратный чемпион Азии по грэпплингу
- 2-кратный чемпион Казахстана по грэпплингу (UWW)
- Вице-чемпион мира по панкратиону
- Чемпион Казахстана по панкратиону
- Мастер спорта международного класса по грэпплингу
- Мастер спорта международного класса по панкратиону

### Другие дисциплины
- Чемпион Казахстана по боевому самбо
- Мастер спорта по джиу-джитсу
- Кандидат в мастера спорта по ММА
- Обладатель пояса Arlan Grip Pro

Джамбулат Ибрагимов защитил титул Аига на турнире с участием бойцов, как это было описано [здесь](https://www.sports.ru/kazakhstan/1100246868-kazaxstanecz-ibragimov-zashhitil-titul-aiga-na-turnire-s-uchastiem-boj.html)

## Семья
Отец — Замбек Зияудинович, мать — Заира Тагировна. Джамбулат — второй ребёнок в семье. У него два брата Джовхар, Аль-Мухаммад.
Женат на Айшат Увайсовне. В браке родился сын — Абу-Абакр.